# Tadpatri
Tadpatri – miasto i miejsce świątynne w Indiach w stanie Andhra Pradesh nad rzeką Penner. Zachowały się tu dwa kompleksy świątynne: poświęcony bogu Śiwie Ramalingeśwara, który powstał pod koniec XV wieku. W sanktuarium właściwym znajduje się linga – kamienny, falliczny symbol Śiwy. Drugi, poświęcony bogu Wisznu Wenkataramana, który powstał w pierwszej połowie XVI wieku. Zachowały się tu fragmenty malowideł ściennych. W Tadpari znajdują się także zabytkowe meczety, między innymi Dżami Masdżid.
Obecnie Tadpari jest ważnym centrum przemysłu włókienniczego, z licznymi ręcznymi warsztatami tkackimi.